# Cao Yanhua
Cao Yanhua (chiń. upr. 曹燕华; chiń. trad. 曹燕華; pinyin Cáo Yànhuá; ur. 1 grudnia 1962) – chińska tenisistka stołowa, siedmiokrotna mistrzyni świata.
Jedenastokrotnie zdobywała medale mistrzostw świata. Dwukrotnie zdobywała tytuły w grze pojedynczej (1983, 1985), trzykrotnie zespołowo oraz jeden raz w grze podwójnej (w parze z Zhang Deying) i mieszanej (w parze z Cai Zhenhua).
Sześciokrotnie zdobywała medale podczas Igrzysk Azjatyckich, mając w dorobku pięć triumfów (dwa razy drużynowo i po jednym w grze pojedynczej, podwójnej i mieszanej). Z Igrzysk Azjatyckich 1982 w Nowym Delhi przywiozła cztery złote medale. Siedem razy zdobywała medale w mistrzostwach Azji, dwukrotnie zwyciężając drużynowo (1978, 1982), dwukrotnie indywidualnie (1978, 1982) i raz w deblu (1982). Zwyciężczyni Pucharu Azji 1983 w grze pojedynczej.